# Горбунов-Посадов Іван Іванович
Горбунов-Посадов Іван Іванович (нар. 4 квітня 1864 — 12 лютого 1940) — російський видавець, публіцист, поет, педагог, гуманіст, послідовник і друг Л. Толстого. Прихильник вільного виховання, переконаний пацифіст і вегетаріанець, ворог будь-якого насильства, борець зі смертною карою, народним пияцтвом, активний захисник прав жінок, негрів, тварин. Все життя «протестував проти жорстокостей людини, проповідував вегетаріанство, почуття братерства і рівноправності тварин з людиною, протиставлення хижакові-винищувачу друга-спостерігача», писав про нього І. О. Перпер.

## Життя і творчість

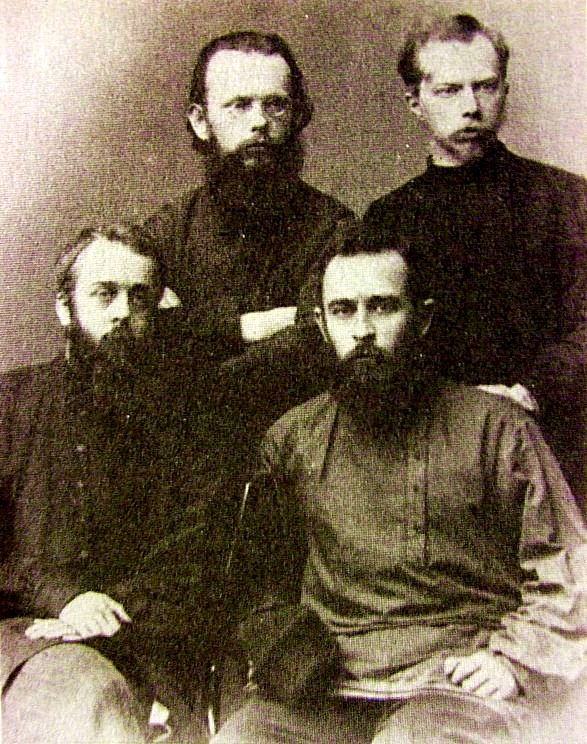
Толстовці: І. М. Трегубов, І. І. Горбунов-Посадов, П. І. Бірюков, Є. І. Попов

Народився Іван Горбунов 4 (16) квітня 1864 р., у посаді Колпіно під Петербургом в сім'ї інженера-механіка Іжорського заводу. Після 6-го класу комерційного училища почав займатися самоосвітою. Познайомився з Л. Толстим, став проповідувати погляди великого письменника. З 1897 по 1925 р. очолює видавництво «Посредник», створене за ініціативи Л. Толстого. Видавництво спеціалізувалося з випуску дешевої за ціною літератури для бідних верств населення, всього було випущено кілька мільйонів книг. Крім цього І. І. Горбунов-Посадов в перші десятиліття ХХ століття редагує журнал «Свободное воспитание».
У царський час за випуск «політично сумнівної» літератури І. І. Горбунов-Посадов не раз притягувався до суду, його видання конфісковували, а сам він за випуск «Круга чтения Л. Толстого» в 1913 р. був засуджений на один рік ув'язнення в фортеці. «Мене судять безперервно, нескінченно… А я все випускаю такі ж нові книги, — і немає кінця моїм злочинам. І мені думається часом, що, ймовірно, мене судитимуть до самої моєї смерті, поки наше видавництво буде працювати для пробудження людської свідомості», — писав І. І. Горбунов-Посадов у своїй статті «Мои преступления».
І. І. Горбунов-Посадов активно виступає проти участі Росії в Першій світовій війні, в 1921 р. працює в Полтаві, де разом з В. Г. Короленком організовує боротьбу з голодом.
Як і його друг, видавець і послідовник Льва Толстого — В. Г. Чертков, він також опинився в немилості і у радянської влади. «Переконаний послідовник Л. М. Толстого, пацифіст і непротивленець злу насильством, Горбунов в роки після Жовтневої революції став осторонь від реальної боротьби пролетаріату, від радянської педагогіки з її політичною позицією, антирелігійної, бойової класової установкою і матеріалізмом», — писала про нього в 1930 р. Большая советская энциклопедия. (Хоча багато діячів революційного руху І. І. Горбунова-Посадова особисто дуже поважали — в 1925 р., до 40-річчя громадської діяльності І. І. Горбунова-Посадова, вітальні телеграми надіслали Н. К. Крупська, А. І. Єлізарова-Ульянова (сестра В. Леніна) і П. О. Кропоткін).
Будучи активістом вегетаріанського руху (вегетаріанцем він став в 1889 р.), одним з організаторів 1 Всеросійського вегетаріанського з'їзду (Москва, квітень 1913 р.) і створеного в 1909 р. Московського вегетаріанського товариства, І. І. Горбунов-Посадов стає активним популяризатором ідеї милосердя і співчуття до тварин в Росії. Ще в 1890 р. він опублікував вірш «Нам жизнь дана», в якому заявив:
|  | Нам жизнь дана, чтобы любить, Любить без меры, без предела И всем страдальцам посвятить Свой разум, кровь свою и тело. |

Під страдниками автор розумів не тільки людей, але і тварин.
У 1905 р. він опублікував вірш «Счастлив кто любит все живое».
|  | Счастлив тот, кто любит все живое, Жизни всей трепещущий поток, Для кого в природе все родное, — Человек, и птица, и цветок. Счастлив тот, кто для червя и розы Равную хранит в себе любовь, Кто ничьи не вызвал в мире слезы И ничью не пролил в мире кровь. |

|  | Счастлив тот, кто с юных дней прекрасных На защите слабого стоял И гонимых, жалких и безгласных Всей душей и грудью защищал. Полон мир страданьями людскими, Полон мир страданьями зверей. Счастлив тот, чье сердце между ними Билось лишь любовью горячей. Счастлив тот, чья ласка состраданья Для забитых, темных и немых Облегчает тяжесть их страданья Боль обид жестокостей людских. Счастлив тот, чей голос неустанно За теснимых пламенно звучит, Чья душа, сквозь тучи и туманы, Как маяк, любовью к ним горит. |

Одна з сучасниць згадує: "Вірш цей так яскраво і глибоко висловив сутність вегетаріанської ідеї, що він став вегетаріанським гімном. На вегетаріанських з'їздах, святах та урочистих зборах він постійно читається і співається. Музику на цей вірш написали А. К. Черткова і М. Г. Ерденко.
У 1905 р. І. І. Горбунов-Посадов спільно зі своєю співробітницею В. Лук'янською склали і видали в Москві збірку «Друг животных. Книга о внимании, сострадании и воспитании любви к животным. Гуманитарно-зоологическая хрестоматия» (ч. 1), куди увійшли вірші та проза різних авторів, які виховують доброту і милосердя до тварин. В 1914 р. у видавництві «Посредник» вийшла друга частина «Друга животных», складена В. Лук'янською. Крім цих збірок «Друг животных» І. І. Горбунов-Посадов задумав також видання хрестоматій «Друг растений» і «Друг человека». Крім цього, в своєму видавництві «Посредник» І. І. Горбунов-Посадов видав книгу X. Вільямса «Этика пищи или нравственные основы безубойного питания» з передмовою Л. Толстого «Первая ступень», роботи М. Бресса «Как птицы строят гнезда», «Как ухаживают птицы за своими птенцами», збірник Р. та С. Ніколаєвих "Как привлечь птиц в наши сады и парки"і багато інших книг про природу.
Етичним ставленням до тварин пройняті не тільки статті І. І. Горбунова-Посадова, а й проза: розповіді «Рох и его собака», «Оборвавшаяся дружба», «Народные легенды о святых и их друзьях животных», «Ночь с волком» та ін. Так, в оповіданні «Ночь с волком» автор писав: «Я і вовк сиділи тут пліч-о-пліч в цю довгу, довгу ніч, укриті від страшної негоди. Вовк притулився до мене своїм волохатим тілом. Кожен відчував в цій бурхливій пітьмі, що людина і вовк — брати».
Однак найважливішим екоетичним твором, що обігнав час, є есе І. І. Горбунова-Посадова «Сострадание к животным и воспитание наших детей», в 1909 р. опубліковане в журналі «Свободное воспитание», і в 1910 р. випущене видавництвом «Посредник» окремою брошурою в «Библиотеке нового воспитания и образования и защиты детей». Цю працю, слідом за працями А. Семенова-Тян-Шанського, Г. Кожевникова, Д. Андрєєва, В. Черткова, П. Безобразова, А. Єльського, М. Лісовського, С. Фішера можна сміливо віднести до золотої скарбниці екоетичної думки. У цьому есе, одним з перших у Росії, І. І. Горбунов-Посадов піднімає питання про права всіх живих істот:
|  | Кожна з цих істот, кожна з найменших з них, має всі, абсолютно рівні з іншими створіннями, права на світло, повітря, їжу, на світло любові і тепло дружби, на загальну увагу і участь, на все те, для чого дано йому буття. |

Іван Іванович справедливо зазначав:
|  | Неповага до прав тварин на життя, до права їх на хоч якусь частку свободи, на увагу, на милосердне ставлення до них, неповагу цим людям прищеплюють з дитинства, вбираючи це з ранніх днів з навколишнього їх атмосфери, привчаючись дивитися на тварин спочатку як на іграшку, потім як на машину, створену лише для зручності і для задоволення примх людини, як на річ, з якою людина в праві робити все, що їй заманеться (...) Коли серед людей все посилюється рух на захист прав слабких і малих, в області відносини людей до тварин панує в масах одне лише первісне право сильного і хитрого, і в свідомості цього права виховуються покоління за поколіннями. |

Приклад дорослих, які вбивають тварин на свою потребу, морально розбещує дітей. І. І. Горбунов-Посадов пише: «Ця свідомість з самого початку перешкоджає розвитку у дитини поваги до прав інших істот на своє життя, зміцненню в її свідомості того, що ніхто не має права на чуже життя, створене для нього лише самого».
У своєму есе автор гнівно критикує сфери людської діяльності, в яких порушуються права тварин — вівісекція, різні видовища, спортивна риболовля, і, звичайно, спортивне полювання.
|  | Особливо я не міг зрозуміти, як могли це робити такі навіть, наприклад, люди, як Тургенєв, Толстой і подібні до них мисливці. Як це могли робити вони, великі художники, які, здавалося б, повинні були свято шанувати (якщо навіть людяність завмирала в них на цей час) хоча б цю красу світу? Коли я запитав про це Толстого, по його обличчю пробігла тінь важких тепер для нього спогадів. «Коли у мене в ягдташі бився підстрелений птах, мені було шкода його, - сказав він, - але під час самого полювання все в мені було поглинуто одним - досягненням мети». Навіть і в цього, видатного тепер друга і захисника всього живого, в той старий час, коли він з рушницею в руках переслідував свою жертву, своє задоволення, своя пристрасна напруга абсолютно застеляли від нього життя, красу, права іншої істоти, яку він переслідував. Навіть у нього чуже життя зводилася в цей час до нуля, стаючи тільки метою для задоволення своєї пристрасті. Мисливці розповідають нам часто про свою любов до природи, але яка любляча людина може вбивати улюблені істоти? Ні, очевидно, мисливці люблять понад усе тільки своє задоволення, свою насолоду, задоволення своєї пристрасті. |

«Що робити для пробудження в людях свідомості їх безмежної несправедливості і злочинності по відношенню до тварин, свідомості рівності прав усіх живих істот на життя і щастя?», — запитує автор. Головним засобом, на його думку, є виховання дітей в дусі милосердя і співчуття до тварин.
"Коли ми побачимо, що діти, вирушаючи в захоплюючі походи на звірків і птахів, з палицями, камінням, силками, луками, рушницями, будуть уявляти себе героями, сміливцями, ми скажемо їм: «Ви не герої, а боягузи. Той, хто ображає, тисне, ґвалтує слабкого, той — жалюгідний боягуз, а не герой. Герой рятує життя, а не губить його. Мужність не в насильстві, а у праці і допомозі. Давлячи слабкого, ти — боягуз і негідник», — підсумовує І. І. Горбунов-Посадов.
Помер Іван Іванович Горбунов-Посадов 12 лютого 1940 р. в Москві.

## Публікації
- Горбунов-Посадов И. В Христову ночь и другие стихотворения. — М., 1909. — С. 28.
- Друг животных. Книга о внимании, сострадании и любви к животным. Гуманитарно-зоологическая хрестоматия / Сост. И. Горбунов-Посадов, В. Лукьянская. — М., 1905. — 254 с.
- Горбунов-Посадов И. И. Счастлив тот // Вегет. обозр. — 1914. — № 1. — С. 33.
- Горбунов-Посадов И. И. Сострадание к животным и воспитание наших детей // Гуманитарный экол. журн. — 2007. — В. 4. — С. 2-15.
- Горбунов-Посадов И. И. Нам жизнь дана… // Ibid. — С. 69-70.
- Горбунов-Посадов И. И. Ночь с волком // Ibid. — С. 72.
- Горбунов-Посадов И. И. Счастлив тот (гимн русских вегетарианцев) // Ibid. — С. 75.

## Про нього
- Борейко В. Е. Иван Иванович Горбунов-Посадов, как апостол экологической этики // Гуманитарный экол. журн. — 2007. — В. 4. — С. 25-28
- Сорок лет служения людям. Сб. ст., посвящ. деятельности И. И. Горбунова-Посадова. — М., 1926.
- Булгаков В. Ф. И. И. Горбунов-Посадов // О Толстом. Воспоминания и рассказы. Составление, вступ. статья и прим. А. И. Шифмана. — Тула: Приок. кн. изд-во, 1978. — 479+8 п.
- Горбунов-Посадов М. И. Воспоминания (Ч. 1). — М.: Гос. лит. музей, 1995 г.

## Ресурси Інтернету
- Страница И. И. Горбунова-Посадова в проекте «Генеалогия Горбуновых» [Архівовано 22 лютого 2014 у Wayback Machine.]
- Произведения И. И. Горбунова-Посадова в проекте «Классика» [Архівовано 20 лютого 2014 у Wayback Machine.]
- Произведения И. И. Горбунова-Посадова на сайте Центра защиты прав животных «ВИТА»
- Война. Стихотворения (1914—1917 гг.) [Архівовано 21 лютого 2014 у Wayback Machine.], 1917.
- Опомнитесь, братья! Стихотворения (1900—1917) [Архівовано 21 лютого 2014 у Wayback Machine.], 1917.
- Война войне! [Архівовано 21 лютого 2014 у Wayback Machine.], 1917.
- Что такое война [Архівовано 21 січня 2014 у Wayback Machine.], 1917.
- Святая ночь [Архівовано 21 січня 2014 у Wayback Machine.], 1917.
- Корабль дьявола [Архівовано 21 січня 2014 у Wayback Machine.], 1917.
- Мы, мертвые, говорим вам [Архівовано 21 січня 2014 у Wayback Machine.], 1917.
- Девять в минуту [Архівовано 21 січня 2014 у Wayback Machine.], 1918.
- Освобождение человека [Архівовано 21 лютого 2014 у Wayback Machine.], 1918.
- Речь на вечере памяти В. Г. Короленко [Архівовано 21 лютого 2014 у Wayback Machine.], 1922.
- Речь при прощании с В. Ф. Булгаковым, высылаемым за границу, 1923.
- Уничтожьте же, наконец, смертную казнь [Архівовано 21 лютого 2014 у Wayback Machine.], 1925.
- Толстой и судьбы человечества [Архівовано 21 лютого 2014 у Wayback Machine.], 1928.